# Michael Bruun Jepsen
Michael Bruun Jepsen (født 24. marts 1965, død 27. marts 2025) var en dansk sportschef, træner og tidligere atlet fra Hvidovre AM tidligere i IF Gullfoss, KTA, Amager AC, Københavns IF.
Michael Jepsen startede med atletik i 1976 i IF Gullfoss, hvor han prøvede alle atletikkens discipliner. Han har blandt andet været dansk ungdomsmester to gange i stangspring, og vundet DM-medalje på 10 km landevej. Det var dog i kast han nåede de bedste resultater med mange medaljer ved ungdoms-DM og flere ungdomsrekorder samt fire år på juniorlandsholdet. Derefter tog han trænervejen. Allerede som 13 årig fik han sine første trænererfaringer, og første ansættelse fik han som 15 årig. Siden da har han været træner i et stort antal foreninger; IF Gullfoss, KTA, Amager AC, Freja Odense, Frederiksberg IF, Greve IF, KIF og Fremad Holbæk, hvor han har arbejdet både som allroundtræner, sprinttræner og som kastetræner. 
I 1999 blev han ansat i Hvidovre AM som kastetræner og besluttede 2000 at også ville repræsentere klubben som aktiv udøver, og begge dele er han fortsat med siden. 
Michael Jepsen var uddannet i idræt på Københavns Universitet med bacheloroverbygning i eliteidræt og bachelorspeciale indenfor spydkast og fysisk træning. Efterfølgende gik han på Idrættens Træner Akademi, som er Team Danmarks højeste elitetræneruddannelse og tog to coachuddannelser indenfor neurolingvistisk programmering i sportscoaching. 
I 1996 blev Michael Jepsen udnævnt til Dansk Atletik Forbund’s landstræner i kast, på denne plads blev flere EM, VM og landskampe, hvor han bl.a. coachede verdensstjernen Joachim B. Olsen. Fra 2001 overtog han en ny stilling som talentlandstræner i DAF, og var med til at udvikle talentudviklingen frem til 2010 i denne periode var han teamleader og træner på samtlige internationale ungdomsmesterskaber. 
Sideløbende med sine ansættelser som klub- og landstræner har Michael Jepsen været fysisk træner indenfor andre eliteidræter, og har trænet landsholdsudøvere indenfor militær femkamp, svømning og ikke mindst fodbold, hvor han var fem år i superligaen som fysisk træner i AB. Fra 2010 er han ansat i DAF på fuld tid som Sportschef/Competition Manager, og er nu kun træner i Hvidovre AM. 
Michael Jepsen vandt EM-sølv for veteraner i hammerkast i sin mesterskabsdebut.
Michael Jepsen var gift med Mette B. Jepsen tidligere dansk mester på 400 meter.

## Danske mesterskaber
- Bronze 2004  Kastefemkamp  3538 point
- Bronze 2002  Kastefemkamp  3649 point

## Personlige rekorder
- Hammerkast: 56,66 1994
- Vægtkast: 18,18 1990
- Kuglestød: 13,97
- Diskoskast: 44,96
- Spydkast: 64,40
- Kastefemkamp: 4016p 1994
- 100 meter: 12,30
- 800 meter: 2,10.4
- Længdespring: 6,16
- Trespring: 13,05